# Euphorbia tirucalli

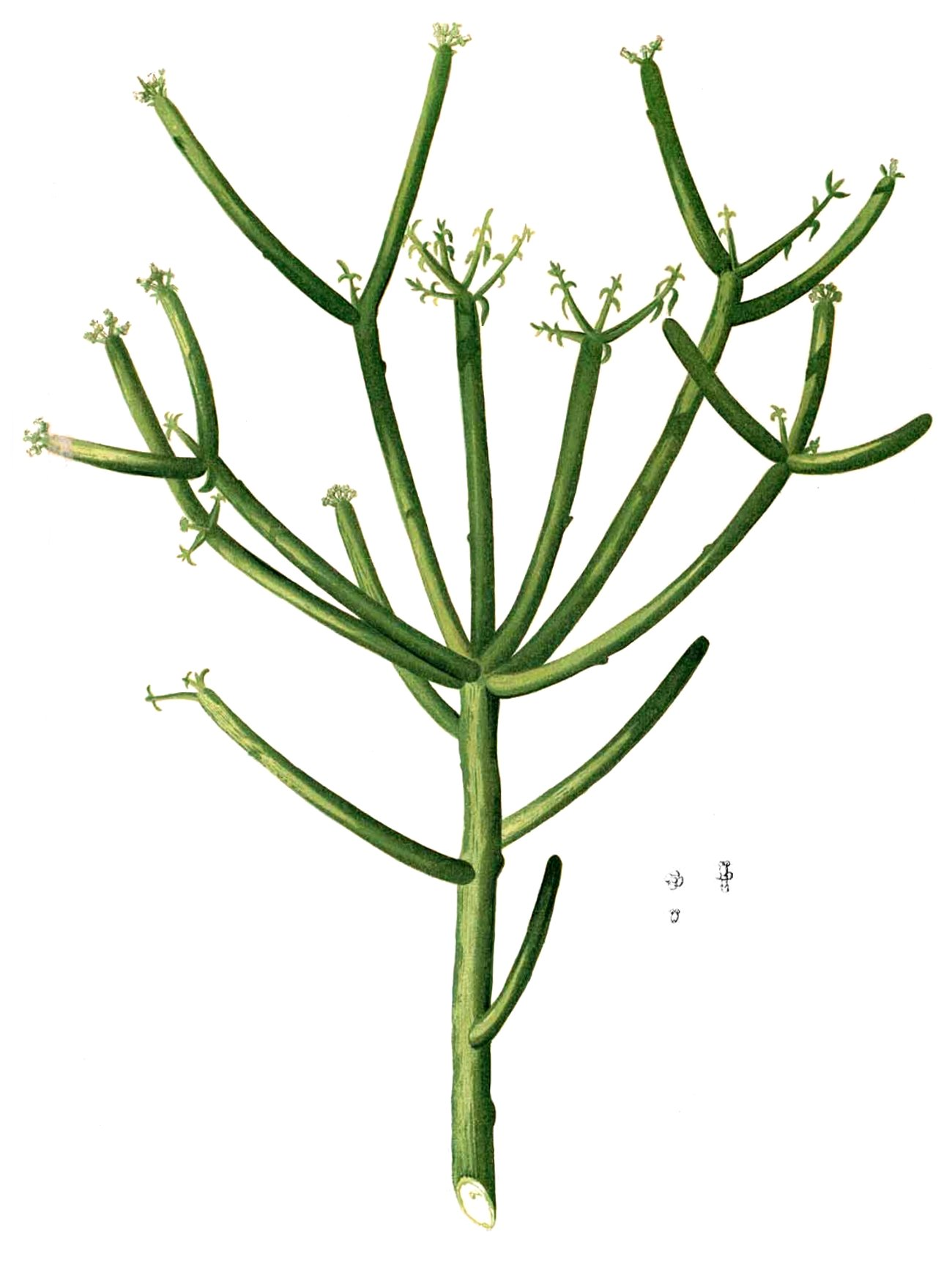
Il·lustració

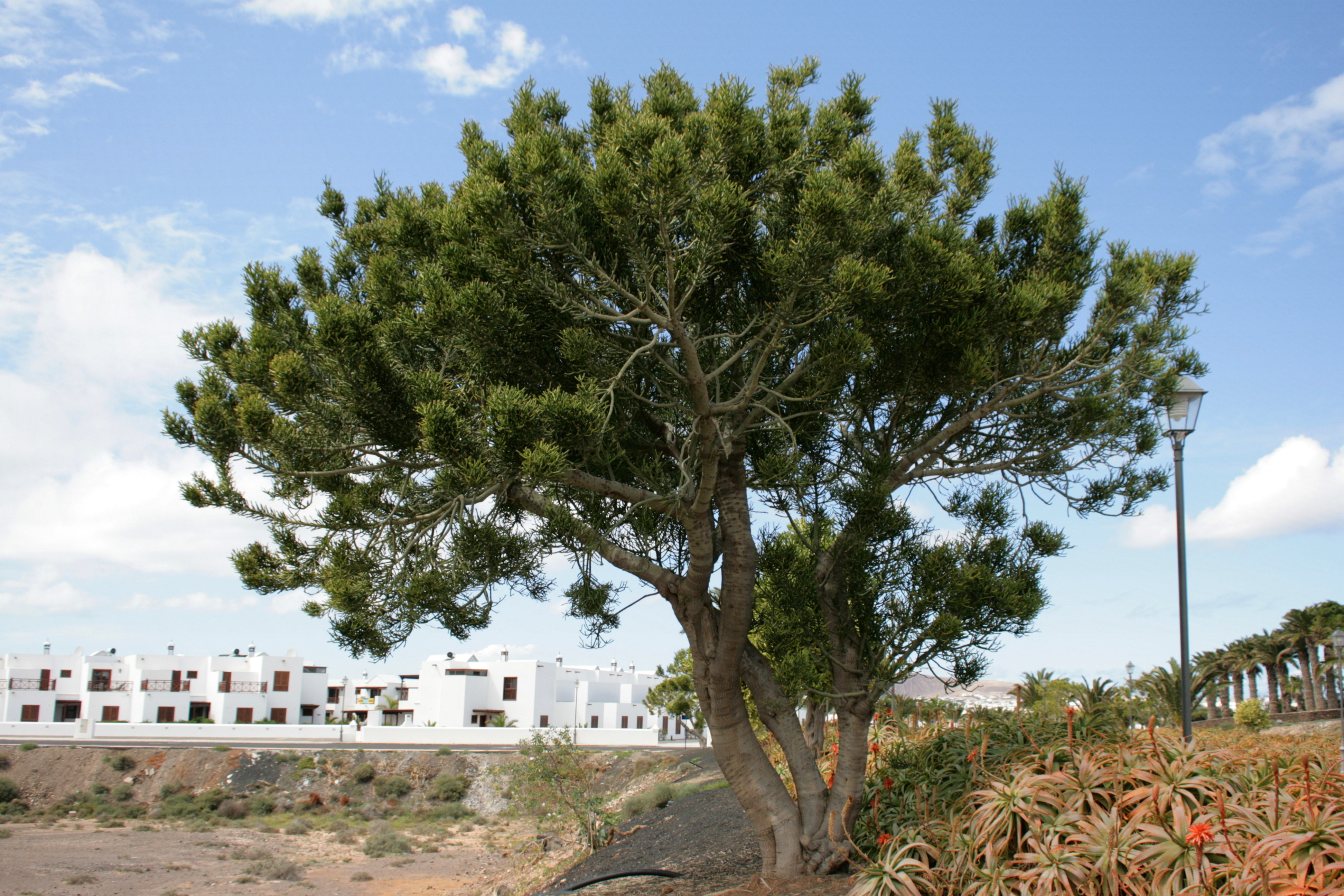
Vista d'una planta amb port arbori

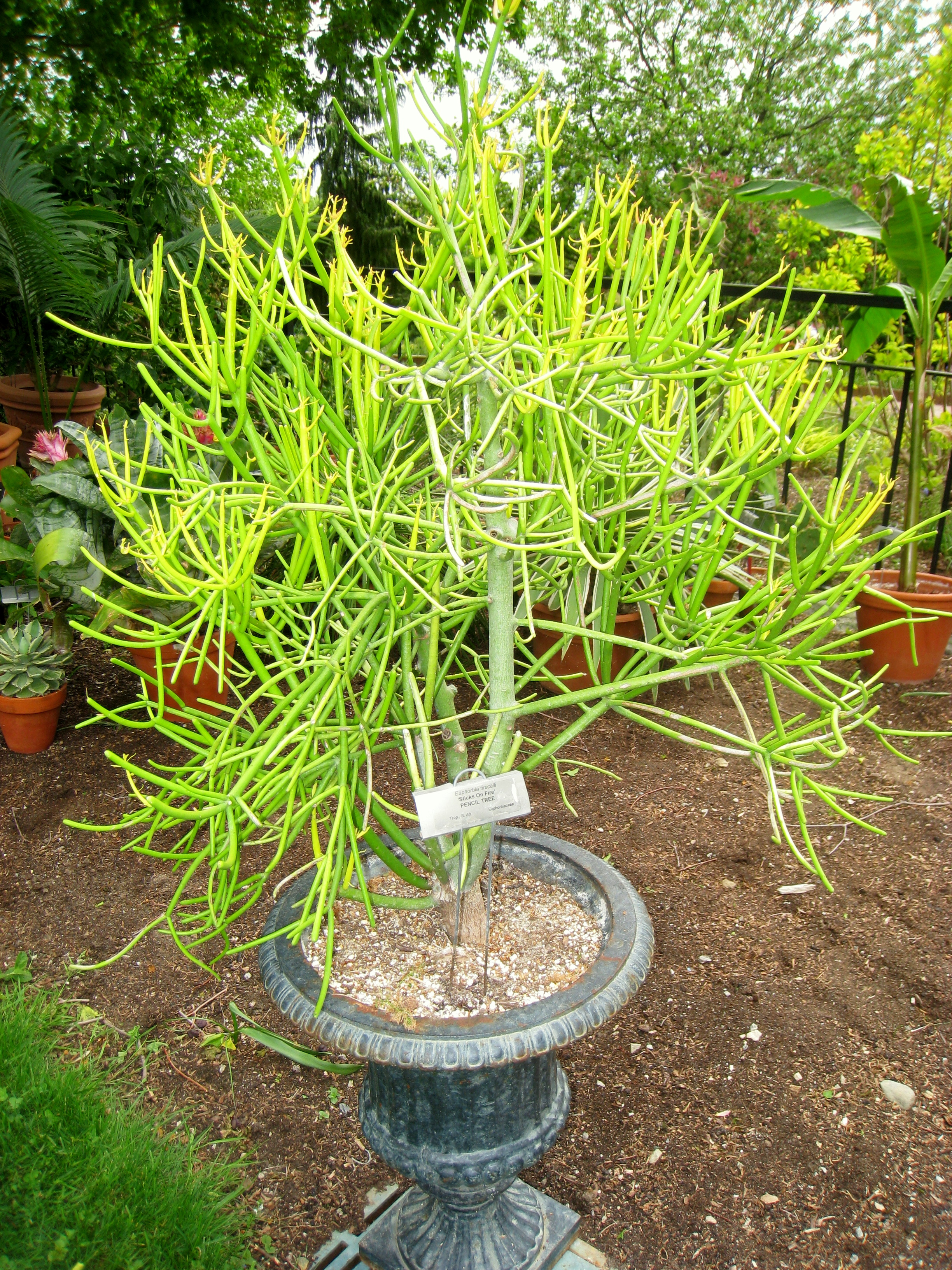
Vista d'una planta cultivada

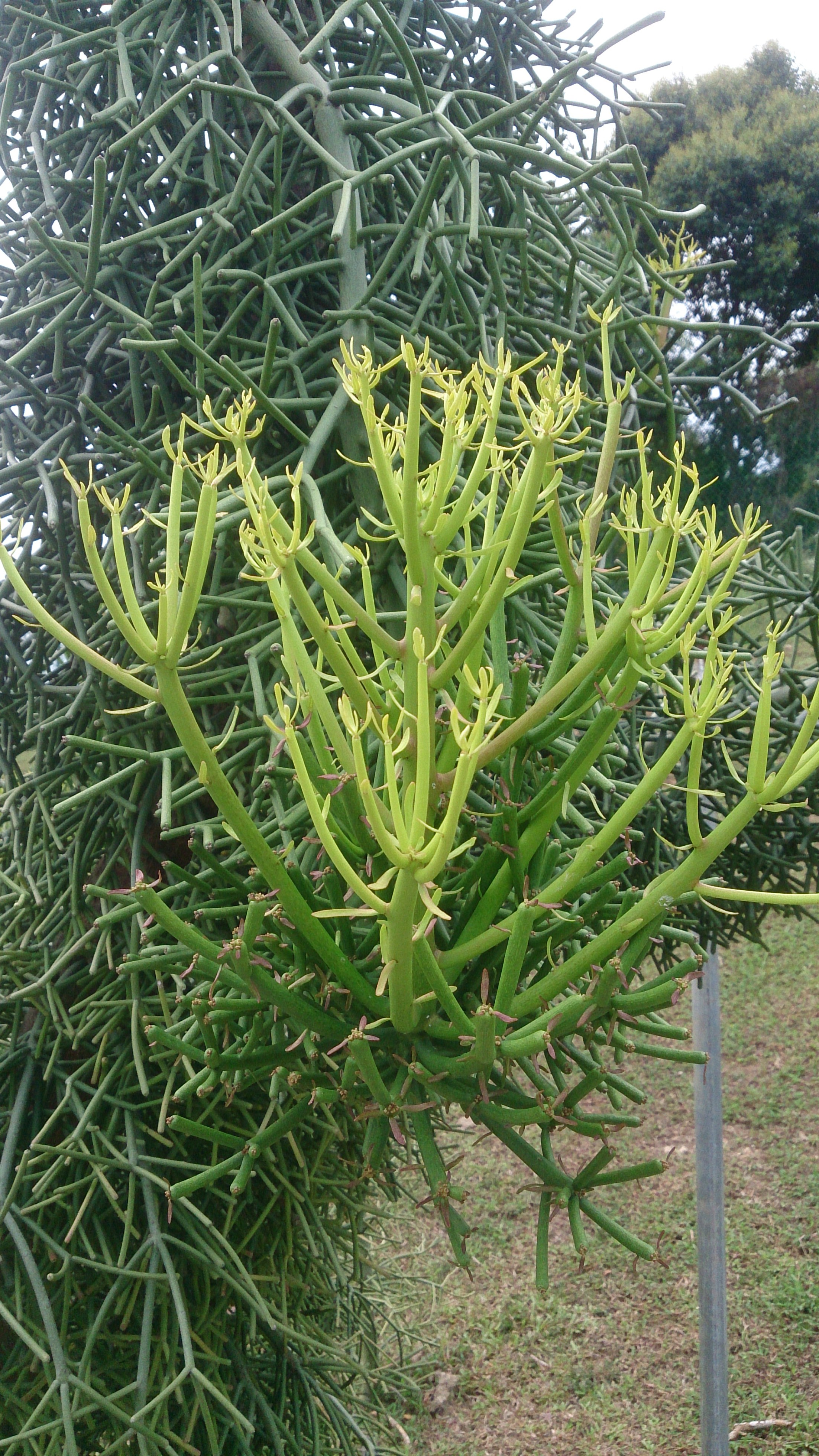
Detall de la planta

Euphorbia tirucalli és una espècie fanerògama de la família de les euforbiàcies.

## Descripció
És una espècie arbustiva perenne amb tija cilíndrica i carnosa. Densament ramificada, sovint aparentment dioècia, arriba a mesurar 4 m com a arbust, o de 12 a 15 m d'alçada com a arbre, amb branquetes suculentes fràgils d'uns 7 mm de gruix, produïdes sovint en verticils, i finament estriada longitudinalment.
És una planta molt urticant, ja que en entrar en contacte amb la pell, els ulls o si és ingerida, pot causar una sensació abrasadora, per la qual cosa es recomana no acostar-se a aquesta planta. És summament tòxica: la saba pot produir nafres a la pell, i als ulls pot causar dany visual irreversible. Es recomana l'ús d'ulleres i guants per al seu maneig, i mantenir-la allunyada dels llocs habituals on juga la mainada.

## Distribució i hàbitat
És endèmica de les regions tropicals seques d'Àfrica. L'espècie està present a totes les regions tropicals del món i és comuna en tota la seva gamma. La distribució moderna d'aquesta espècie sembla estar confosa per la introducció i posterior naturalització, així que és difícil saber quins països formen part de l'àrea de distribució.
Es troba a les pastures i boscos formant matolls als barrancs, boscos en sòls argilosos negres, a una altitud de 0 a 2000 m sobre el nivell del mar.

## Medicina tradicional
Euphorbia tirucalli també té usos en la medicina tradicional a moltes cultures. S'ha utilitzat per a tractar el càncer, excrescència, tumors i berrugues en llocs tan diversos com Brasil, l'Índia, Indonèsia i Malàsia. També s'ha utilitzat per a l'asma, la tos, el mal d'oïda, la neuràlgia, el reumatisme i el mal de queixal a l'Índia i Malàisia.
Aquesta espècie, tot i ser promoguda com un agent contra el càncer, les investigacions científiques mostren que en realitat suprimeix el sistema immune, promou el creixement del tumor, i condueix al desenvolupament de certs tipus de càncer. També s'ha associat amb el limfoma de Burkitt i es pensa que és un cofactor de la malaltia en lloc d'un tractament.

## Primers auxilis
El làtex lletós d'Euphorbia tirucalli és extremadament irritant per a la pell i la mucosa, i és tòxic. El contacte amb la pell causa irritació severa, enrogiment i una sensació de cremor; en contacte amb els ulls pot causar dolor sever, i en alguns casos la ceguesa temporal per a diversos dies. Els símptomes poden empitjorar més de 12 hores.
En cas d'exposició dels ulls, renti els ulls amb aigua fresca i freda durant almenys 15 minuts i repeteixi després d'uns minuts. Busqui atenció mèdica si no hi ha alleujament. Els antihistamínics poden proporcionar alleujament per a algunes persones.
Si s'ingereix, pot causar cremades a la boca, els llavis i la llengua. Algunes morts s'han registrat per la ingestió de làtex, i qualsevol persona després d'empassar-se'n ha de buscar atenció mèdica.

## Taxonomia
Euphorbia tirucalli va ser descrita per Linné i publicada a Species Plantarum 1: 452, l'any 1753.

### Etimologia
- Euphorbia: nom genèric que deriva del metge grec del rei Juba II de Mauritània (52 a 50 aC - 23), Euphorbus, en el seu honor —o fent al·lusió al seu gran ventre— ja que usava mèdicament Euphorbia resinifera. El 1753 Linné va assignar el nom a tot el gènere.[8]
- tirucalli: epítet específic.

### Sinonímia
- Arthrothamnus bergii Klotzsch & Garcke
- Arthrothamnus ecklonii Klotzsch & Garcke
- Arthrothamnus tirucalli (L.) Klotzsch & Garcke
- Euphorbia geayi Costantin & Gallaud
- Euphorbia laro Drake
- Euphorbia media N.E.Br.
- Euphorbia media var. bagshawei N.E.Br.
- Euphorbia rhipsaloides Lem.
- Euphorbia rhipsaloides Willd.
- Euphorbia scoparia N.E.Br.
- Euphorbia suareziana Croizat
- Euphorbia tirucalli var. rhipsaloides (Willd.) A.Chev.
- Euphorbia viminalis Mill.
- Tirucalia indica Raf.
- Tirucalia tirucalli (L.) P.V.Heath[9]